# فيليب لوكلير
فيليب لوكلير (بالفرنسية: Philippe Leclerc)‏ (7 أغسطس 1969 في فرنسا - ) هو لاعب كرة قدم فرنسي في مركز الدفاع. لعب مع نادي نيور ونادي بواتييه ‏.

## وصلات خارجية
- فيليب لوكلير على موقع قاعدة بيانات كرة القدم.إي يو (الإنجليزية)